# كأس رابطة الأندية الإنجليزية المحترفة 1994–95
كأس رابطة الأندية الإنجليزية المحترفة 1994–95 (بالإنجليزية: 1994–95 Football League Cup)‏ هو الموسم 35 من كأس رابطة الأندية الإنجليزية المحترفة. أشرف على تنظيمه الاتحاد الإنجليزي لكرة القدم، وكان عدد الأندية المشاركة فيه 92، وفاز فيه نادي ليفربول.